# Grațian Sepi
Grațian Sepi (n. 30 decembrie 1910 – d. 6 martie 1977) a fost un fotbalist român, care a jucat în echipa națională de fotbal a României la Campionatul Mondial de Fotbal din 1934 (Italia). Este al doilea cel mai tânăr debutant al echipei naționale de fotbal a României, având în 1928 17 ani, 3 luni și 15 zile.

## Titluri
- Divizia A (2) : 1936–37, 1937–38
- Cupa Balcanilor (2) : 1929–31, 1933